# Benoitinus elegans
Genre
Espèce
Statut de conservation UICN

 CR B2ab(iii) : 
En danger critique
Benoitinus elegans, unique représentant du genre Benoitinus, est une espèce d'opilions laniatores de la famille des Samoidae.

## Distribution
Cette espèce est endémique des Seychelles. Elle se rencontre sur La Digue et Silhouette.

## Description
Le mâle holotype mesure 1,5 mm et la femelle paratype 1,7 mm.

## Étymologie
Ce genre est nommé en l'honneur de Pierre L. G. Benoit.

## Publication originale
- Rambla, 1984 : « Contributions à l'étude de la faune terrestre des îles granitiques de l'archipel des Sechelles (Mission P.L.G. Benoit - J.J van Mol 1972). Opiliones (Arachnida). » Annalen / Koninklijk Museum voor Midden-Afrika, vol. 242, p. 1–86.